# Have a Nice Day (album, Bon Jovi)
Have A Nice Day je 9. studiové album skupiny Bon Jovi. Bylo vydáno roku 2005. Obsahuje 12 písní.

## Seznam skladeb
| Pořadí         | Název                                                | Délka |
| -------------- | ---------------------------------------------------- | ----- |
| 1.             | Have A Nice Day                                      | 3:48  |
| 2.             | I Want to Be Loved                                   | 3:49  |
| 3.             | Welcome to Wherever You Are                          | 3:47  |
| 4.             | Who Says You Can't Go Home                           | 4:40  |
| 5.             | Last Man Standing                                    | 4:37  |
| 6.             | Bells of Freedom                                     | 4:55  |
| 7.             | Wildflower                                           | 4:13  |
| 8.             | Last Cigarette                                       | 3:38  |
| 9.             | I Am                                                 | 3:53  |
| 10.            | Complicated                                          | 3:37  |
| 11.            | Novocaine                                            | 4:49  |
| 12.            | Story Of My Life                                     | 4:08  |
| 13.            | Who Says You Can't Go Home (duet s Jennifer Nettles) | 3:50  |
| Celková délka: | Celková délka:                                       | 53:45 |

Europe bonus track
| Pořadí         | Název               | Délka |
| -------------- | ------------------- | ----- |
| 13.            | Dirty Little Secret | 3:37  |
| Celková délka: | Celková délka:      | 53:32 |

UK, Australia and Asia bonus tracks
| Pořadí         | Název               | Délka |
| -------------- | ------------------- | ----- |
| 13.            | Dirty Little Secret | 3:37  |
| 14.            | Unbreakable         | 3:52  |
| Celková délka: | Celková délka:      | 57:24 |

Japan bonus tracks
| Pořadí         | Název               | Délka |
| -------------- | ------------------- | ----- |
| 13.            | Dirty Little Secret | 3:37  |
| 14.            | Unbreakable         | 3:52  |
| 15.            | These Open Arms     | 3:42  |
| Celková délka: | Celková délka:      | 61:06 |

2010 special edition bonus tracks
| Pořadí         | Název                                                      | Délka |
| -------------- | ---------------------------------------------------------- | ----- |
| 14.            | Have a Nice Day (live)                                     | 4:05  |
| 15.            | Last Man Standing (live)                                   | 5:35  |
| 16.            | Story of My Life (live)                                    | 5:22  |
| 17.            | Who Says You Can't Go Home (duet s Jennifer Nettles, live) | 8:23  |
| Celková délka: | Celková délka:                                             | 77:10 |

## Sestava
- Jon Bon Jovi – zpěv
- Richie Sambora – kytara, doprovodný zpěv
- David Bryan – klávesy, doprovodný zpěv
- Tico Torres – bicí, perkuse
- Hugh McDonald – baskytara

## Zajímavosti o albu
- píseň I Want To Be Loved vyšlo jako promo singl v USA.

- album Have A Nice Day bylo po světě velmi úspěšné, obsadilo první příčku v jedenácti zemích: Kanada, Japonsko, Austrálie, Mexiko, Německo, Rakousko, Švýcarsko, Nizozemí, Peru, Kypr, Korea, na 2. místo dosáhlo v USA, Velké Británii, Turecku, Řecku, Španělsku a Hongkongu. Třetí místo ve Švédsku a Rusku, čtvrté v Itálii a Finsku, páté v Česku, Belgii, Ukrajině a Indii.

- album získalo tato ocenění: platinové 1x v USA, Japonsku, Kanadě, Rakousku a Švýcarsku a zlaté v Austrálii a Velké Británii.

- kapela se nechala slyšet, že se jedná o rockové album bez jediné balady. Je z něho cítit snaha být současní na hudební scéně a konkurovat kapelám jako Nickelback atd. Snaha nevyšla naprázdno, album bylo po světě hodně úspěšné a velmi snadno překonalo předchozí desku Bounce. Jako producent byl vybrán John Shanks, který měl zajistit právě moderní zvuk. John Shanks je úspěšný popový producent, pracoval na albech např. Backsteet Boys, Hilary Duff, Lindsey Lohan, Sheryl Crow a dalších.